# De Gremlins (boek)
De Gremlins (originele titel The Gremlins) is het eerste kinderboek van Roald Dahl, uitgegeven in 1943. Het boek was geschreven voor Walt Disney, om er een film van te maken.

## Verhaal
De gremlins zijn kwaad op de Engelsen omdat zij hun mooie leefgebied, het bos, hebben vernield om daar een vliegtuigfabriek aan te leggen. De gremlins besluiten om de Engelse vliegtuigen te saboteren. De hoofdpersoon in het boek, Gus, is een slachtoffer van de sabotage van een gremlin. Zijn vliegtuig begeeft het boven Het Kanaal. Tijdens Gus' vlucht met de parachute weet hij de gremlin ervan te overtuigen dat ze samen moeten werken tegen de vijand: Hitler en de nazi's. De gremlins worden heropgeleid om de Royal Air Force te helpen met het repareren van vliegtuigen en niet meer te saboteren.

## Trivia
- Roald Dahl heeft zelf ook bij de Royal Air Force gevlogen tijdens de Tweede Wereldoorlog.
- De Gremlin personages komen terug in de tweedelige games van Epic Mickey waarbij ze hulpkarakters zijn.